# Ann Barker
Ann Barker (Pasadena, 5 de agosto de 1946) es una historiadora, criminóloga y funcionaria pública británica.

## Biografía
Nació en Pasadena, California, como Ann Botsford Callender, siendo descendiente de los Callenders de Stirlingshire y de la dinastía Botsford de Nuevo Brunswick. Fue educada en Westridge School (Pasadena), Mount Holyoke y la Universidad de Harvard. Mientras estudiaba su doctorado, fue becaria Woodrow Wilson y becaria del Premio de Graduados de Harvard. Ha enseñado Historia en Harvard y la Universidad de Londres, y fue profesora visitante de Criminología en la Universidad de Oxford.
Es jueza de paz, comisionada de quejas de la Junta de Normas del Colegio de Abogados y presidenta del Comité de Auditoría de Quejas, un cuerpo de inspección independiente creado por el gobierno del Reino Unido para restaurar la confianza del público en el sistema de inmigración y asilo administrado por la Agencia de Fronteras e Inmigración. También forma parte de los paneles de aptitud para la práctica del Consejo Médico General, del Tribunal de Revisión de Salud Mental y del panel de apelaciones de los Royal Colleges médicos. Es exmiembro y portavoz de la Junta de Libertad Condicional. Fue designada para formar parte de la Autoridad de Denuncias contra la Policía a partir del 3 de diciembre de 2001.